# Let's search for Tomorrow
Let's search for Tomorrow（レッツ サーチ フォー トゥモロー）は堀徹作詞、大澤徹訓作曲による中学教材として歌われる合唱曲。混声三部合唱。1989年の作品である
作詞の堀徹とは堀晃に了解をもらった上でつけたペンネームであり、正体は作曲者の大澤である。
主に中学校の合唱コンクールなどで好んで歌われることが多い。卒業式の歌としても歌われる事がある。
最後の「Let's search ...」から「この広い世界で」の繰り返しは、無くても良く、また、数回繰り返しても良いと楽譜に記述されている。
この曲の指揮は4/4拍子で、2/4拍子になるところがある。

## 録音
- 0108（音羽ゆりかご会）
  - 2004年『想い出がいっぱい 〜旅立ちの日に3〜』（キング KICS-1063）に収録
- 本多真梨子、相沢舞、富樫美鈴
  - アニメ『日常』のエンディングテーマ。2011年『「日常」の合唱曲』（ランティス LACA-15151）に収録
- 市川市立南行徳中学校合唱部（指揮：田中安茂）
  - 2017年『ビリーブVII〜歌い継がれる卒業式のうた・新しい卒業式のうた』（ビクター VICG-60846〜7）に収録